# Ideonella dechloratans
Ideonella dechloratans es una bacteria gramnegativa del género Ideonella. Fue descrita en el año 1994, es la especie tipo. Su etimología hace referencia a reducción de clorato. Es aerobia y móvil por dos o más flagelos polares o subpolares. Tiene un tamaño de 0,7-1 μm de ancho por 2,5-5 μm de largo. Crece de forma individual, en pares y a veces en filamentos cortos de 4-5 células. Temperatura de crecimiento entre 12-42 °C. Forma colonias circulares, lisas y no pigmentadas. Catalasa y oxidasa positivas. Es capaz de reducir el clorato mediante la enzima clorato reductasa. Se ha aislado de aguas residuales ricas en cloratos. 